# Look in My Heart
Albums de Alyssa Milano
Alyssa
Look in My Heart est le titre du premier album d'Alyssa Milano sorti le 21 mars 1989 alors qu'elle était âgée de 16 ans.

## Les chansons
| #  | Titre | Durée |
| -- | --- | ----- |
| 1. | "Look In My Heart" (Joey Carbone, Dennis Belfield)                                                               | 3:30  |
| 2. | "What A Feeling" (Joey Carbone, Dennis Belfield)                                                                 | 3:47  |
| 3. | "Da Doo Ron Ron/Magic In Your Eyes - Medley" (Jeff Barry, Phil Spector, Ellie Greenich/Joey Carbone, Tom Milano) | 4:32  |
| 4. | "You Lied To Me" (Joey Carbone, Tom Milano)                                                                      | 3:50  |
| 5. | "Kimi Wa Sunshine Boy" (Brian Richy, Mark Davis)                                                                 | 3:27  |
| 6. | "Born To Love" (Fonny De Wulf)                                                                                   | 3:11  |
| 7. | "Waiting For My Star" (Joey Carbone, Tom Milano, Mark Davis)                                                     | 4:52  |
| 8. | "Straight To The Top" (Joey Carbone, Dennis Belfield)                                                            | 3:21  |
| 9. | "Look In My Heart" [Extended Dance Remix]* (Joey Carbone, Dennis Belfield)                                       | ?:??  |

## Les singles
| #  | Titre                 | B-Side                                     | Format          | Date        |
| -- | --------------------- | ------------------------------------------ | --------------- | ----------- |
| 1. | "Look In My Heart"    | "You Lied To Me"                           | 7" Vinyl, 3" CD | 1989        |
| 2. | "What A Feeling"      | "Waiting For My Star"                      | 7" Vinyl, 3" CD | 21 mai 1989 |
| 3. | "Straight To The Top" | "Da Doo Ron Ron/Magic In Your Eyes-Medley" | 7" Vinyl, 3" CD | 1989        |